# تینا اسمیت
تینا اسمیت (انگلیسی: Tina Smith؛ زادهٔ ۴ مارس ۱۹۵۸) سیاست‌مدار اهل ایالات متحده آمریکا است که از سال ۲۰۱۸ به عنوان سناتور جونیور ایالات متحده از مینه سوتا مشغول به کار است.